# 1943 في الكويت
تحتوي هذه المقالة على أهم الأحداث التي شهدتها الكويت في 1943، إضافة إلى أهم الشخصيات الكويت التي وُلدت أو تُوفيت في هذه السنة.

## مواليد
- بدر بورسلي – هو شاعر وكاتب وإعلامي كويتي.
- 11 سبتمبر – خالد عبد الله الصقعبي – ممثل كويتي
- 1 نوفمبر [1]– خليفة خليفوه، ممثل كويتي. بدأ مسيرته عن طريق المسرح.[2][3]
- سامي محمد
- صالح زكريا
- عبد الله العصفور
- غانم الصالح
- كاظم بهبهاني
- محمد أبو الحسن
- ناصر الخرافي
- يوسف ناصر